# Grappin
Pour les articles homonymes, voir Grappin.
Un grappin peut être :

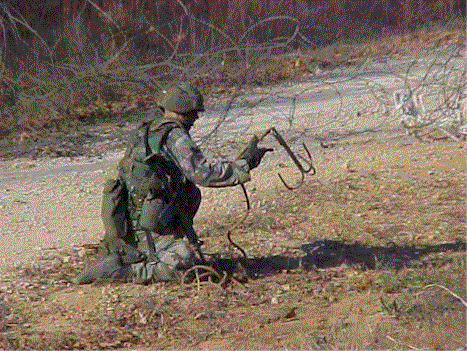
Fantassin préparant un grappin.

- un outil composé de plusieurs crochets, généralement attaché à une corde ou autre filin (pelle à grappin, grue à grappin) ;
- une machine servant à saisir de gros objets, comme des troncs d'arbre (cf. benne preneuse) ;

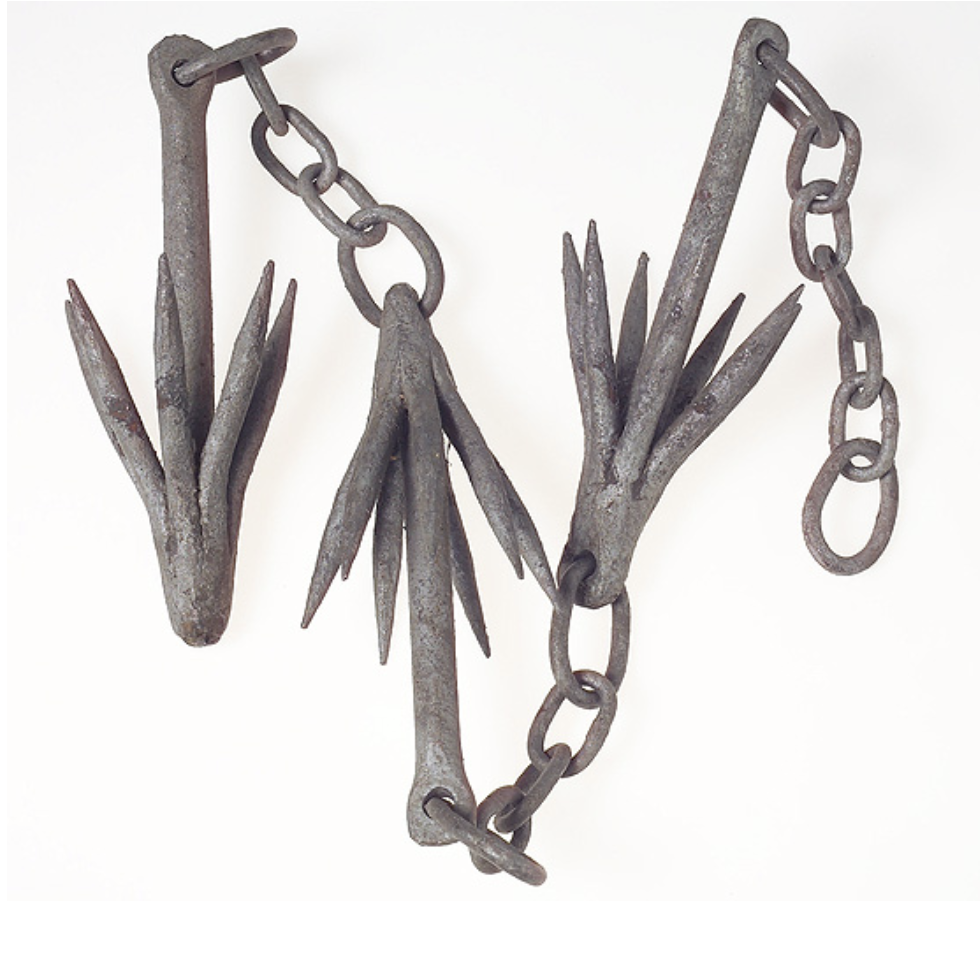
Grappin (collections du musée de Bretagne, Rennes)

- une arme de marine, une ancre pourvue de quatre à six crocs au bout d'une longue corde (lors d'un combat naval rapproché, les marins jetaient les grappins vers le navire ennemi en essayant de les fixer aux étais, au bastingage ou aux gréements[1]. Puis ils tiraient de toutes leurs forces[réf. nécessaire] afin d'amener les deux navires côte à côte et de passer sur le navire ennemi) ; actuellement les mêmes grappins portent également le nom de drague et sont utilisés pour agripper et sortir des poissons ou des objets de l'eau, notamment par les pêcheurs de morue sur les bancs de Terre-Neuve.
- une arme japonaise appelée kaginawa, grappin qui peut être lancé pour agripper une cible.

## Nœud
- Le nœud de grappin est utilisé pour attacher solidement l'ancre à la ligne de mouillage.